# Teddy Atine-Venel
Teddy Atine-Venel (* 16. März 1985 in Orsay) ist ein ehemaliger französischer Leichtathlet, der sich auf den Sprint spezialisiert hat.

## Sportliche Laufbahn
Erste internationale Erfahrungen sammelte Teddy Atine-Venel im Jahr 2003, als er bei den Junioreneuropameisterschaften in Tampere mit der französischen 4-mal-400-Meter-Staffel in 3:11,82 min den fünften Platz belegte. Im Jahr darauf schied er bei den Juniorenweltmeisterschaften in Grosseto mit 47,73 s in der ersten Runde im 400-Meter-Lauf aus und verpasste mit der Staffel mit 3:12,80 min den Finaleinzug. 2006 belegte er mit der Staffel bei den Hallenweltmeisterschaften in Moskau in 3:09,55 min den sechsten Platz und im Jahr darauf schied er bei den U23-Europameisterschaften in Debrecen mit 47,14 s im Halbfinale über 400 Meter aus und wurde mit der Staffel im Vorlauf disqualifiziert. 2008 nahm er mit der Staffel an den Olympischen Sommerspielen in Peking teil und kam dort mit 3:03,19 min nicht über die Vorrunde hinaus. Im Jahr darauf gewann er bei den Mittelmeerspielen in Pescara in 46,04 s die Silbermedaille über 400 Meter hinter dem Libyer Mohamed Khouaja und anschließend schied er bei den Weltmeisterschaften in Berlin mit 46,30 s im Semifinale aus. Zudem gelangte er im Staffelbewerb mit 3:02,65 min im Finale auf den siebten Platz. 2010 schied er bei den Europameisterschaften in Barcelona mit 45,55 s im Halbfinale im Einzelbewerb aus und klassierte sich mit der Staffel mit 3:03,85 min auf dem sechsten Platz.
2011 verpasste er mit der 4-mal-400-Meter-Staffel bei den Weltmeisterschaften in Daegu mit 3:03,68 min den Finaleinzug. Im Jahr darauf wurde er bei den Europameisterschaften in Helsinki in der ersten Runde über 400 Meter disqualifiziert und belegte mit der Staffel in 3:03,04 min den sechsten Platz. Bei den IAAF World Relays 2014 in Nassau verpasste er den Finaleinzug über 4-mal 400 Meter und im August gewann er mit der Staffel bei den Europameisterschaften in Zürich in 2:59,89 min gemeinsam mit Mame-Ibra Anne, Mamoudou Hanne und Thomas Jordier die Bronzemedaille hinter den Teams aus dem Vereinigten Königreich und Polen. Im Jahr darauf wurde er bei den World Relays auf den Bahamas im B-Finale über 4-mal 400 Meter disqualifiziert und im Sommer platzierte er sich mit der Staffel bei den Weltmeisterschaften in Peking mit 3:00,65 min im Finale auf dem sechsten Platz. 2016 nahm er mit der Staffel erneut an den Olympischen Sommerspielen in Rio de Janeiro teil und verpasste dort mit 3:00,82 min den Finaleinzug. Bei den IAAF World Relays 2017 in Nassau wurde er in 3:06,33 min Achter im A-Finale über 4-mal 400 Meter und im August startete er über 400 Meter und mit der Staffel bei den Weltmeisterschaften in London. Jedoch wurden seine Resultate nachträglich gestrichen, da er 2021 positiv auf Salbutamol getestet wurde. Zudem wurde er vom französischen Leichtathletikverband mit einer fünfmonatigen Sperre belegt und alle seine Resultate zwischen dem 16. Juli 2017 und dem 16. Juni 2018 annulliert.
2018 belegte er mit der Staffel bei den Europameisterschaften in Berlin in 3:02,08 min den vierten Platz und 2021 beendete er seine aktive sportliche Karriere im Alter von 36 Jahren.
2015 wurde Atine-Venel französischer Meister im 400-Meter-Lauf.

## Persönliche Bestleistungen
- 400 Meter: 45,39 s, 28. Mai 2017 in Forbach
  - 400 Meter (Halle): 47,38 s, 26. Februar 2006 in Aubière